# 丹城駅
丹城駅（タンソンえき）は、大韓民国忠清北道丹陽郡にかつて存在した韓国鉄道公社の駅である。

## 利用可能な路線
- 韓国鉄道公社
  - 中央線

## 歴史
- 1985年5月1日：旧丹陽駅として開業。
- 1993年3月1日：丹城駅に改称。
- 2008年1月1日：旅客取扱中止。
- 2020年12月13日：複線電化新線切り替えに伴い廃止。

## 隣の駅
韓国鉄道公社
中央線
丹陽駅 - 丹城駅 - (竹嶺信号場) - 喜方寺駅